# Aleksandar Mitrović (cestista)
Aleksandar Mitrović (in serbo Александар Митровић?; Belgrado, 22 luglio 1990) è un cestista serbo.

## Carriera
Con la Serbia ha disputato i Giochi del Mediterraneo di Pescara 2009.

## Palmarès
- Campionato serbo: 1

Partizan Belgrado: 2009-10
- Coppa di Serbia: 1

Partizan Belgrado: 2010
- Coppa del Montenegro: 1

Budućnost: 2011
- Coppa di Macedonia: 1

Rabotnički Skopje: 2015
- Lega Adriatica: 1

Partizan Belgrado: 2009-10